# 賓惠廉
威廉·查默斯·伯恩斯（William Chalmers Burns，1815年4月1日—1868年4月4日），漢名宾惠廉，又名賓為霖，蘇格蘭来华传教士（加入英国长老会差会曾經在歐美两洲是一個很出名的布道家。他曾经在英國跟美國這兩個地方領導了屬靈的復興運動。

## 生平
宾惠廉出生于一个小康之家，是当地教堂ministerWilliam Hamilton Burns (1779-1859)的第三个儿子，母亲是Elizabeth Chalmers（-1879). 17岁时宾惠廉的信仰在苦难中得到强化，随后宾惠廉接受神学训练，他就读于阿伯丁马修学院(后合并为阿伯丁大学)和格拉斯哥大学神学院。
在一次奋兴会（revival meeting）期间，他经历到上帝的呼召。1839年，在24岁时，宾惠廉获得许可在格拉斯哥长老会讲道。 
1851年 (咸豐元年) ，宾惠廉经香港到达福建厦门。在漫长的航程中，他花费大量时间学习汉语。他在清朝末年在汕头、厦门等地传教。 
1854年 (咸豐四年)，宾惠廉护送一名病重的同工回国，在英国各地报导中国的需要。第二年，他再度动身来华，结伴而行的是以后主持闽南教务的杜嘉德(Cartairs Douglas)。
1855年 (咸豐五年)，宾惠廉抵达上海，在那里与戴德生相遇，两人在一起同工了相当一段时间。 后来创立中國内地會的戴德生从他在屬靈上得到很大的帮助。
1863年(同治二年)，宾惠廉抵达北京，传教四年。在北京，一位俄国朋友为他照了一张相，右手拿着雨伞，左手拿着圣经。
1867年(同治六年)，他继续前进，抵达东北境内牛庄(营口)，1868年(同治七年)春天，在牛庄病逝。
宾惠廉有一句很有名的话叫“Always ready”（随時待命）。他曾经用过这一句话做为他主要的信息，也是他生活事奉的准則。因为他是西方来華宣教士當中算是比较早的一位，他所写的书，文章所讲的信息影响了很多的人。他就是勉励基督徒说，“你要随时准备好说，神啊我在这里，请差遣我”。

### 德语
- Valen, L. J. van, Die aan alle wateren zaait : uit het leven van William Chalmers Burns ; zendeling en evangelist, Ede : Hardeman, 1988, ISBN 90-71272-22-2

## 参見
- 中國基督教史
- 马礼逊
- 米憐
- 戴德生
- 李提摩太
- 林樂知
- 顧約拿單